# 沙德爾 (亞利桑那州)
沙德爾（英語：Saddle）是位於美國亞利桑那州馬里科帕縣的一個非建制地區。該地的面積和人口皆未知。

## 地理
沙德爾的座標為33°09′28″N 113°04′49″W / 33.15778°N 113.08028°W，而該地的平均海拔高度為220米（即722英尺）。